# Tipo IX
Los Tipo IX fueron una serie de submarinos construidos para la Kriegsmarine durante la Segunda Guerra Mundial. Fueron diseñados como submarinos "pesados" o de gran alcance para operaciones transoceánicas (Atlántico Sur, Índico o Pacífico).
Los submarinos del Tipo IX tenían 6 tubos lanzatorpedos (4 a proa y 2 a popa). Llevaban 6 torpedos de recarga en el interior del submarino y 5 compartimentos exteriores en los que se podían almacenar hasta 10 torpedos. La gran reserva de torpedos permitía acosar a los convoyes durante varios días (o mejor dicho durante varias noches, que es cuando lanzaban sus ataques). 
Si se encontraban con algún mercante desguarnecido o para rematar a los barcos que estaban tocados y se habían quedado descolgados contaba en cubierta con un cañón Utof 105/45, que solían tener 110 recargas.

## Tipo IX
El Tipo IX fue el tipo básico de este submarino, estaba bien armado, contaba con un gran autonomía, pero solo se construyeron ocho unidades (U 37 a U 44) en los astilleros AG Weser en Bremen. Esta clase tuvo un periodo de producción muy corto debido a que en seguida se puso en fabricación la siguiente versión mejorada.
De esta serie se puede destacar el U 37 que consiguió hundir 200 124 t y el U 38 que logró hundir un total de 188 967 t.
| Astillero         | Años de construcción | Unidades construidas |
| ----------------- | -------------------- | -------------------- |
| AG Weser (Bremen) | 1936-1939            | 8                    |

## Tipo IXB
El Tipo IX era similar a su antecesor, aunque contaba con una mayor capacidad de almacenamiento de combustible, lo que incrementaba su autonomía. El peso adicional ocasionaba una pequeña pérdida de velocidad en inmersión. El cañón delantero estaba ubicado un poco más cerca de la torre de mando. 
Se construyeron catorce unidades de esta versión en los astilleros AG Weser en Bremen. Les fue asignada la siguiente numeración: U 64, U 65, U 103 a U 111, U 122 a U 124.
Fue la versión más exitosa, ya que cada submarino de esta clase promedio tuvo en su haber más de 100 000 t hundidas.
Se puede destacar el U 123 al mando de Reinhard Hardegen, que abrió los ataques en aguas de Estados Unidos a principios de 1942, y el U 107, que cerca de Freetown bajo el mando de Hessler consiguió la misión más exitosa en toda la guerra al llegar a hundir cerca de 100.000 toneladas.
| Astillero         | Años de construcción | Unidades construidas |
| ----------------- | -------------------- | -------------------- |
| AG Weser (Bremen) | 1937-1940            | 14                   |

## Tipo IXC
El modelo IXC era básicamente igual que el modelo IXB pero con la superestructura alargada para aumentar su poder antiaéreo portando 2 FLAK 38 de 20 mm. con 400 disparos por minuto o en montajes cuádruples con una cadencia de 800 disparos por minuto cada uno y un FLAK M/42 de 37 mm.
| Astillero                                    | Años de construcción | Unidades construidas |
| -------------------------------------------- | -------------------- | -------------------- |
| AG Weser (Bremen)                            | 1939-1941            | 24                   |
| Deutsche Werft AG (Hamburgo)                 | 1939-1942            | 24                   |
| Deutsche Schiff und Maschinenbau AG (Bremen) | 1939-1942            | 6                    |
| Total                                        |                      | 54                   |

### Tipo IXC/40
El Tipo IXC alcanzó su mayor potencial en la subversión IXC/40, con incremento en la capacidad de combustible que le confería una mayor autonomía. 
Se llegaron a construir 87 unidades de este modelo, que fue el más producido de este tipo, en los astilleros AG Weser y Seebeckwerft de Bremen y en el Deutsche Werft de Hamburgo.
Se les asignó la siguiente numeración: U66 a U68", U125 a U, U153 a U166, U171 a U, U501 a U524 y U 533.
| Astillero                                    | Años de construcción | Unidades construidas |
| -------------------------------------------- | -------------------- | -------------------- |
| Deutsche Werft AG (Hamburgo)                 | 1940-1944            | 41                   |
| AG Weser (Bremen)                            | 1940-1942            | 36                   |
| Deutsche Schiff und Maschinenbau AG (Bremen) | 1940-1944            | 10                   |
| Total                                        |                      | 87                   |

## Tipo IXD
El Tipo IXD era una versión más alargada y más pesada que los anteriores Tipo IX, con 11 m más de longitud; aunque su autonomía se redujo y su velocidad en inmersión era algo menor, la velocidad en superficie aumentaba a 20 nudos. Este aumento de velocidad se logró con la instalación de los motores Mercedes Benz MB501 usados en los E-Boat en lugar de los MAN iniciales. Estos motores iban acoplados en parejas que manejaban una de las dos hélices del sumergible.
Llevaron la siguiente numeración: U 177 a U 182, U 195 a U 200, U 847 a U 864 y U 871 a U 876.
| Astillero         | Años de construcción | Unidades construidas |
| ----------------- | -------------------- | -------------------- |
| AG Weser (Bremen) | 1937-1940            | 30                   |

En esta tabla se incluyen todos los submarinos tipo IXD, incluyendo los IXD1 y IXD2.

### Tipo IX D1
Presentó varios problemas técnicos: entre ellos recalentamiento y alta emisión de humo, lo que aumentaba la facilidad de ser descubierto por aviones enemigos. Solo se construyeron dos unidades de esta versión (U 180 y U 195).

### Tipo IX D1 (transporte)
Esta versión se caracterizó por la instalación de motores diésel convencionales de la Germaniawerft en los U 180 y U 195. Los tubos lanzatorpedos fueron eliminados con el fin de aumentar su capacidad de carga, ya que fueron utilizados como cargueros con capacidad de inmersión.

### Tipo IX D2
Este tipo estaba equipado con motores en parejas;su mayor longitud le permitió llevar dos motores diésel adicionales que eran usados en crucero, mientras los diésel sobrealimentados se empleaban para recargar rápidamente los bancos de baterías. El U-864 fue el único Tipo IX D2/42; fue hundido el 9 de febrero de 1945 al oeste de Bergen (Noruega), siendo el único caso conocido en la historia naval de  un submarino en inmersión hundido por otro también sumergido.

## Características
| Clase               | Clase               | IX                                 | IXB                                | IXC                                | IXC/40                             | IXD                                |
| Desplazamiento      | Superficie          | 1.032 t.                           | 1.051 t.                           | 1.120 t.                           | 1.120 t.                           | 1.616 t.                           |
| Desplazamiento      | Sumergido           | 1.152 t.                           | 1.178 t.                           | 1.232 t.                           | 1.232 t.                           | 1.804 t.                           |
| Eslora              | Total               | 76,60 m.                           | 76,50 m.                           | 76,76 m.                           | 76,76 m.                           | 87,60 m.                           |
| Eslora              | Casco de presión    | 58,75 m.                           | 58,75 m.                           | 58,75 m.                           | 58,75 m.                           | 68,50 m.                           |
| Manga               | Total               | 6,51 m.                            | 6,76 m.                            | 6,76 m.                            | 6,86 m.                            | 7,50 m.                            |
| Manga               | Casco de presión    | 4,40 m.                            | 4,40 m.                            | 4,40 m.                            | 4,44 m.                            | 4,40 m.                            |
| Calado              | Calado              | 4,70 m.                            | 4,70 m.                            | 4,70 m.                            | 4,67 m.                            | 5,40 m.                            |
| Altura              | Altura              | 9,40 m.                            | 9,60 m.                            | 9,40 m.                            | 9,60 m.                            | 10,20 m.                           |
| Potencia            | Diésel              | 4.400 HP                           | 4.400 HP                           | 4.400 HP                           | 4.400 HP                           | 4.400 HP                           |
| Potencia            | Eléctricos          | 1.000 HP                           | 1.000 HP                           | 1.000 HP                           | 1.000 HP                           | 1.000 HP                           |
| Velocidad máxima    | Superficie          | 18,2 n.                            | 18,2 n.                            | 18,3 n.                            | 19 n.                              | 19,2 n.                            |
| Velocidad máxima    | Sumergido           | 7,7 n.                             | 7,3 n.                             | 7,3 n.                             | 7,3 n.                             | 6,9 n.                             |
| Autonomía           | Superficie          | 10.500 m. (10 n.)                  | 12.000 m. (10 n.)                  | 13.450 m. (10 n.)                  | 13.850 m. (10 n.)                  | 23.700 m. (12 n.)                  |
| Autonomía           | Sumergido           | 78 m. (4 n.)                       | 64 m. (4 n.)                       | 63 m. (4 n.)                       | 63 m. (4 n.)                       | 57 m. (4 n.)                       |
| Tubos lanzatorpedos | Tubos lanzatorpedos | 4 proa / 2 popa                    | 4 proa / 2 popa                    | 4 proa / 2 popa                    | 4 proa / 2 popa                    | 4 proa / 2 popa                    |
| Torpedos            | Torpedos            | 22                                 | 22                                 | 22                                 | 22                                 | 24                                 |
| Minas               | Minas               | 44                                 | 44                                 | 44                                 | 44                                 | 48                                 |
| Artillería          | Cañón               | C35 105 mm/L45 con 110 proyectiles | C35 105 mm/L45 con 110 proyectiles | C35 105 mm/L45 con 110 proyectiles | C35 105 mm/L45 con 110 proyectiles | C35 105 mm/L45 con 110 proyectiles |
| Artillería          | Antiaérea           | C30 20 mm                          | C30 20 mm                          | C30 20 mm                          | C30 20 mm                          | C30 20 mm                          |
| Tripulación         | Tripulación         | 48-56                              | 48-56                              | 48-56                              | 48-56                              | 55-63                              |
| Profundidad máxima  | Profundidad máxima  | 230 m.                             | 230 m.                             | 230 m.                             | 230 m.                             | 230 m.                             |